# Wereldkampioenschappen zeilwagenrijden 1998
De wereldkampioenschappen zeilwagenrijden 1998 waren door de Internationale Vereniging voor Zeilwagensport (FISLY) georganiseerde kampioenschappen voor zeilwagenracers. De 6e editie van de wereldkampioenschappen vond plaats in het Belgische De Panne. Het was tevens de 36e editie van de Europese kampioenschappen.

## Uitslagen
| klasse   | Goud                 | Zilver                | Brons             |
| -------- | -------------------- | --------------------- | ----------------- |
| Standart | Paul Garnier         | Yann Demuysere        | David Revaut      |
| Klasse 2 | Jean Marc Grimonpont | Peter Allemeersch     | Didier Gervais    |
| Klasse 3 | Bertrand Lambert     | Hans-Werner Eickstädt | Peter Binner Wulf |
| Klasse 5 | Brice Petit          | Tadeg Normand         | Xavier Faucon     |

1975 ·
1980 ·
1981 ·
1987 ·
1993 ·
1998 ·
2000 ·
2002 ·
2004 ·
2006 ·
2008 ·
2010 ·
2012 ·
2014 ·
2018 ·
2020
1963 ·
1964 ·
1965 ·
1966 ·
1967 ·
1968 ·
1969 ·
1970 ·
1971 ·
1972 ·
1973 ·
1974 ·
1975 ·
1976 ·
1977 ·
1978 ·
1979 ·
1980 ·
1981 ·
1982 ·
1983 ·
1984 ·
1985 ·
1986 ·
1987 ·
1988 ·
1989 ·
1990 ·
1991 ·
1992 ·
1993 ·
1994 ·
1995 ·
1996 ·
1997 ·
1998 ·
1999 ·
2000 ·
2001 ·
2002 ·
2003 ·
2004 ·
2005 ·
2006 ·
2007 ·
2009 ·
2010 ·
2011 ·
2013 ·
2015 ·
2016 ·
2017 ·
2019 ·
2020 ·